# آنتونیو ماچین
آنتونیو ماچین (اسپانیایی: Antonio Machín‎؛ ۱۱ فوریه ۱۹۰۳ – ۴ اوت ۱۹۷۷) موسیقی‌دان و خواننده اهل کوبا بود.
اجرایِ او از ترانهٔ «فروشندهٔ بادام‌زمینی» که در سال ۱۹۳۰ میلادی در نیویورک ضبط شد، نخستین ترانه‌ای از یک هنرمند کوبایی است که به فروشی بیش از ۱ میلیون نسخه دست یافت.